# ジーザス栗と栗鼠スーパースター
ジーザス栗と栗鼠スーパースター（じーざすくりとりすすーぱーすたー）は、80年代後半からV&Rプランニングからリリースされたアダルトビデオの人気シリーズ。
不眠不休ノンストップ撮影、30時間を超える撮影でAV女優の精神力と体力その限界に挑む安達かおる監督の代表作。
タイトルは、ブロードウェイの名作ロックオペラ『ジーザス・クライスト＝スーパースターJESUS CHRIST Superstar』のもじりで、栗と栗鼠とはクリトリスの語呂合わせである。
本シリーズの1作目が出来た背景として、単体女優としては珍しくV&Rの面接に来た後藤沙貴の条件が厳しくV&R社長の安達は生意気に見えたため、安達が条件の中でギャフンと言わせてやろうとして撮影したと述べている。なお、後藤は最後までやり通し、安達とも仲良くなり、以降も後藤は他の安達の作品にたくさん出演した。
また、当時大人気だった樹まり子が出演した5作目は、V&Rプランニング史上最も売れた作品となった。
1999年の水谷あみの撮影では、ジーザスシリーズのラスト定番の辻丸耕平のSMシーンで辻丸からの執拗な責めで水谷がふてくされた状態で撮影し、監督の安達がキレ｢最低｣と言い、水谷は土下座した。それから、｢ジーザス栗と栗鼠スーパースタースペシャル｣は10年以上作られなかった。
2013年、琥珀うた主演で14年ぶりに製作され話題を呼んだ。

## シリーズ作品
◆「ジーザス栗と栗鼠スーパースター」　監督．安達かおる
- ①『ジーザス栗と栗鼠スーパースター　後藤沙貴』 [1987/08/09]
- ②『ジーザス栗と栗鼠スーパースター2　覇牝手華梨』 [1988/03/01] ―DVD発売
- ③『ジーザス栗と栗鼠スーパースター3　吉田蜜流』 [1988/05/03] ―DVD発売
- ④『ジーザス栗と栗鼠スーパースタースペシャル　山本なつき』 [1989/08/04] ―DVD発売
- ⑤『ジーザス栗と栗鼠スーパースターSPECIAL　樹まり子』 [1990/03/03] ―DVD発売
- ⑥『ジーザス栗と栗鼠スーパースタースペシャル　林由美香』 [1990/07/05] ―DVD発売
- ⑦『ジーザス栗と栗鼠スーパースタースペシャル　秋山美晴』 [1990/10/25]
- ⑧『ジーザス栗と栗鼠スーパースタースペシャル　寺崎泉』 [1991/01/26] ―DVD発売
- ⑨『ジーザス栗と栗鼠スーパースタースペシャル　中山美里』 [1991/05/01] ―DVD発売
- ⑩『ジーザス栗と栗鼠スーパースタースペシャル　浅間夕子vsジョイナー』 [1991/07/01] ―DVD発売
- ⑪『ジーザス栗と栗鼠スーパースタースペシャル　吉永真弓』 [1991/08/13] ―DVD発売
- ⑫『ジーザス栗と栗鼠スーパースタースペシャル　向井亜紀子』 [1991/10/22]
- ⑬『ジーザス栗と栗鼠スーパースタースペシャル　野村理沙』 [1992/06/13] ―DVD発売
- ⑭『ジーザス栗と栗鼠スーパースタースペシャル　浅井理恵』 [1993/07/13] ―DVD発売
- ⑮『ジーザス栗と栗鼠スーパースタースペシャル　藤田リナ』 [1994/12/21]
- ⑯『ジーザス栗と栗鼠スーパースタースペシャル　河合メリージェーン』 [1995/06/21] ―DVD発売
- ⑰『ジーザス栗と栗鼠スーパースタースペシャル　池上恵美』 [1996/10/24] ―DVD発売
- ⑱『ジーザス栗と栗鼠スーパースタースペシャル　桜木亜美』 [1997/04/12] ―DVD発売
- ⑲『ジーザス栗と栗鼠スーパースタースペシャル　水谷あみ』 [1999/08/21] ―DVD発売
- ⑳『ジーザス栗と栗鼠スーパースタースペシャル　琥珀うた』 [2013/07/18.V&Rプロダクツ] ―DVD発売

◆「ブラックジーザス栗と栗鼠スーパースター」　監督．安達かおる
- ①『ブラックジーザス栗と栗鼠スーパースター　武藤薫』 [1992/03/21] ―DVD発売
- ②『ブラックジーザス栗と栗鼠スーパースター　野々村ありさ』 [1992/08/01] ―DVD発売
- ③『ブラックジーザス栗と栗鼠スーパースター　田代愛美』 [1992/11/15]
- ④『ブラックジーザス栗と栗鼠スーパースター　一色麗矢』 [1993/10/26] ―DVD発売
- ⑤『ブラックジーザス栗と栗鼠スーパースター　川島さゆり』 [1995/09/16]
- ⑥『ブラックジーザス栗と栗鼠スーパースター　加山珠梨』 [1997/07/21]
- ⑦『ブラックジーザス栗と栗鼠スーパースター　水野礼子』 [2001/11/27] ―DVD発売
- ⑧『ブラックジーザス栗と栗鼠スーパースター　蒼吹雪』 [2002/11/27]

◆その他　監督．構成．安達かおる
- 総集編①『豪華絢爛 ジーザス栗と栗鼠スーパースターウルトラスペシャル』 [1992/10/26]
- 総集編②『ブラックジーザス栗と栗鼠スーパースター 総集編』構成：カート外山 [1994/08/21]
- 総集編③『ジーザス栗と栗鼠外伝　～涙とスペルマ20人スペシャル～』 [2002/12/21] ―DVD発売
- 番外編『イエロージーザス変態撫子スーパースター』 [2003/05/27]